# Eupithecia buxata
Eupithecia buxata là một loài bướm đêm trong họ Geometridae.